# Pilnay Sára
Pilnay Sára (Sárvár, 1991. február 21. –) magyar színésznő.

## Életpályája
A szombathelyi Szent Györgyi Albert Középiskolában érettségizett. Felsőfokú tanulmányai előtt 2007-től a celldömölki Soltis Lajos Színházban játszott. 2016-ban diplomázott a Kaposvári Egyetem színművész szakán. 2016-tól rendszeresen szerepel a tatabányai Jászai Mari Színház előadásaiban.

## Fontosabb színházi szerepei
- Szigligeti Ede: A cigány... Rózsa Rózsi
- László Miklós: Illatszertár... Molnár kisasszony
- Joe Masteroff – John Kander – Fred Ebb: Cabaret... Schatzi
- Joel Pommerat: Két Korea újraegyesítése
- Anders Thomas Jensen: Ádám almái... Sarah
- Martin Sperr: Vadászjelenetek Alsó-Bajorországból... Paula
- William Shakespeare: Macbeth... vészlény
- Vajda Katalin: Anconai szerelmesek... Lucia
- Lázár Ervin – Kolozsi Angéla: A kisfiú meg az oroszlánok... Gabriella, gyakornok az Építészeti Hivatalban
- Jaroslav Hašek – Spiró György: Švejk
- Mark Haddon – Simon Stephens: A kutya különös esete az éjszakában... 44-es lakó;  Mrs. Alexander kutyája; Hölgy az utcán; Jegypénztáros; Punk lány
- Bolba Tamás – Szente Vajk – Galambos Attila: Csoportterápia... Jetti
- Várkonyi Mátyás – Miklós Tibor: Sztárcsinálók... Bővérű nővér 1.
- Robert Thomas: Nyolc nő... Catherin
- Arthur Miller: A salemi boszorkányok... Mary Warren, Proctor szolgálója
- Molière: Tartuffe... Mariane, Orgon lánya, Valér szerelme

## Filmes és televíziós szerepei
- Doktor Balaton (sorozat, 2022) – Árvai Lotti

## Díjai és kitüntetései
- Jászai Gyűrű-díj (2019)[4][5]